# Cabasse, Var
Cabasse este o comună în departamentul Vaucluse din sud-estul Franței. În 2009 avea o populație de 1.928 de locuitori.

## Evoluția populației
| An        | 1975 | 1982 | 1990  | 1999  | 2006  | 2009  |
| --------- | ---- | ---- | ----- | ----- | ----- | ----- |
| Populație | 802  | 786  | 1.182 | 1.283 | 1.708 | 1.928 |